# SK Rakvice 1932
SK Rakvice 1932 (celým názvem: Sportovní klub Rakvice 1932) je český fotbalový klub, který sídlí v Rakvicích na Břeclavsku v Jihomoravském kraji. Založen byl roku 1932. Od sezony 2011/12 hraje I. A třídu Jihomoravského kraje – sk. B (6. nejvyšší soutěž).
Klub své domácí zápasy odehrává na fotbalovém hřišti v rakvickém sportovním areálu, rozměry travnaté hrací plochy jsou 103×64 metrů. Areál pojme 800 diváků, z čehož je 300 míst k sezení.

## Historické názvy
Zdroj:
- 1932 – SK Rakvice (Sportovní klub Rakvice)
- 1948 – JTO Sokol Rakvice (Jednotná tělovýchovná organisace Sokol Rakvice)
- 1953 – DSO Sokol Rakvice (Dobrovolná sportovní organisace Sokol Rakvice)
- 1957 – TJ Sokol Rakvice (Tělovýchovná jednota Sokol Rakvice)
- 2003 – SK Rakvice 1932 (Sportovní klub Rakvice)

## Umístění v jednotlivých sezonách
Stručný přehled
Zdroj: 
- 1945–1946: III. třída BZMŽF – VII. okrsek, oddělení A
- 1946–1947: II. třída BZMŽF – V. okrsek, oddělení A
- 1947–1948: II. třída BZMŽF – X. okrsek
- 1948: I. B třída ZMŽF – okrsek IV
- 1949: I. B třída Brněnského kraje
- 1950: II. třída Brněnského kraje – okrsek IV
- 1951: Okresní přebor Břeclavska – oddělení B
- 1952–1958: Okresní přebor Břeclavska
- 1958–1959: II. třída Brněnského kraje
- 1959–1960: I. B třída Brněnského kraje
- 1960–1963: I. třída Jihomoravského kraje – sk. B
- 1963–1965: I. B třída Jihomoravského kraje – sk. B
- 1965–1969: I. B třída Jihomoravské oblasti – sk. B
- 1969–1972: I. B třída Jihomoravské župy
- 1972–1975: I. B třída Jihomoravské oblasti – sk. B
- 1975–1978: Okresní přebor Břeclavska
- 1978–1979: I. B třída Jihomoravského kraje – sk. B
- 1979–1984: Okresní přebor Břeclavska
- 1984–1986: Okresní soutěž Břeclavska – sk. A
- 1986–1990: Okresní přebor Břeclavska
- 1990–1991: I. B třída Jihomoravského kraje – sk. B
- 1991–1995: I. B třída Jihomoravské župy – sk. B
- 1995–1997: I. B třída Jihomoravské župy – sk. C
- 2004–2009: Okresní přebor Břeclavska
- 2009–2011: I. B třída Jihomoravského kraje – sk. C
- 2011– : I. A třída Jihomoravského kraje – sk. B

Jednotlivé ročníky
Zdroj: 
Legenda: Z – zápasy, V – výhry, R – remízy, P – porážky, VG – vstřelené góly, OG – obdržené góly, +/− – rozdíl skóre, B –
body, červené podbarvení – sestup, zelené podbarvení – postup, fialové podbarvení – reorganizace, změna skupiny či soutěže
| Československo (1945 – 1993) |                                         |        |    |     |     |     |     |     |      |    |        |
| Sezóny                       | Liga                                    | Úroveň | Z  | V   | R   | P   | VG  | OG  | +/−  | B  | Pozice |
| 1945/46                      | III. třída BZMŽF – okrsek VII A         | 6      | 16 | 6   | 2   | 8   | 31  | 58  | −27  | 14 | 5.     |
| 1946/47                      | II. třída BZMŽF – V. okrsek, oddělení A | 6      | 12 | 4   | 3   | 5   | 31  | 30  | +1   | 11 | 4.     |
| 1947/48                      | II. třída BZMŽF – X. okrsek             | 6      | 16 | 10  | 4   | 2   | 50  | 30  | +20  | 24 | 1.     |
| 1948                         | I. B třída ZMŽF – okrsek IV             | 5      | 10 | 5   | 1   | 4   | 26  | 29  | −3   | 11 | 5.     |
| 1949                         | I. B třída Brněnského kraje             | 4      | 26 | 12  | 1   | 13  | 71  | 76  | −5   | 25 | 9.     |
| 1950                         | II. třída Brněnského kraje – okrsek IV  | 5      | 22 | 5   | 4   | 13  | 43  | 82  | −39  | 14 | 11.    |
| 1951                         | Okresní přebor Břeclavska – oddělení B  | 3      | 20 | ... | ... | ... | ... | ... | ...  |    |        |
| 1952                         | Okresní přebor Břeclavska               | 3      | 22 | ... | ... | ... | ... | ... | ...  |    |        |
| 1953                         | Okresní přebor Břeclavska               | 5      | 11 | ... | ... | ... | ... | ... | ...  |    |        |
| 1954                         | Okresní přebor Břeclavska               | 5      | 22 | 8   | 4   | 10  | 67  | 65  | +2   | 20 | 7.     |
| 1955                         | Okresní přebor Břeclavska               | 6      | 20 | 8   | 3   | 9   | 58  | 43  | +15  | 19 | 8.     |
| 1956                         | Okresní přebor Břeclavska (III. třída)  | 7      | 22 | 10  | 3   | 9   | 67  | 67  | 0    | 23 | 6.     |
| 1957/58                      | Okresní přebor Břeclavska (III. třída)  | 7      | 33 | 30  | 0   | 3   | 181 | 44  | +137 | 60 | 1.     |
| 1958/59                      | II. třída Brněnského kraje              | 6      | 22 | 18  | 2   | 2   | 90  | 28  | +62  | 38 | 1.     |
| 1959/60                      | I. B třída Brněnského kraje             | 5      | 22 | 14  | 2   | 6   | 62  | 40  | +22  | 30 | 2.     |
| 1960/61                      | I. třída Jihomoravského kraje – sk. B   | 4      | 26 | 9   | 3   | 14  | 45  | 52  | −7   | 21 | 9.     |
| 1961/62                      | I. třída Jihomoravského kraje – sk. B   | 4      | 26 | 10  | 3   | 13  | 52  | 72  | −15  | 23 | 10.    |
| 1962/63                      | I. třída Jihomoravského kraje – sk. B   | 4      | 26 | 8   | 0   | 18  | 50  | 83  | −33  | 16 | 13.    |
| 1963/64                      | I. B třída Jihomoravského kraje – sk. B | 5      | 22 | 9   | 7   | 6   | 51  | 43  | +8   | 25 | 3.     |
| 1964/65                      | I. B třída Jihomoravského kraje – sk. B | 5      | 22 | 12  | 4   | 6   | 55  | 31  | +24  | 28 | 4.     |
| 1965/66                      | I. B třída Jihomoravské oblasti – sk. B | 6      | 22 | 10  | 4   | 8   | 41  | 24  | +17  | 24 | 4.     |
| 1966/67                      | I. B třída Jihomoravské oblasti – sk. B | 6      | 22 | 10  | 4   | 8   | 55  | 39  | +18  | 24 | 4.     |
| 1967/68                      | I. B třída Jihomoravské oblasti – sk. B | 6      | 26 | 9   | 4   | 13  | 47  | 57  | −10  | 22 | 10.    |
| 1968/69                      | I. B třída Jihomoravské oblasti – sk. B | 6      | 26 | 12  | 5   | 9   | 56  | 45  | +11  | 29 | 6.     |
| 1969/70                      | I. B třída Jihomoravské župy            | 7      | 26 | 16  | 6   | 4   | 58  | 32  | +26  | 38 | 3.     |
| 1970/71                      | I. B třída Jihomoravské župy            | 7      | 26 | 12  | 5   | 9   | 54  | 49  | +5   | 29 | 6.     |
| 1971/72                      | I. B třída Jihomoravské župy            | 7      | 26 | 15  | 4   | 7   | 61  | 39  | +22  | 34 | 3.     |
| 1972/73                      | I. B třída Jihomoravského kraje – sk. B | 7      | 26 | 10  | 5   | 11  | 36  | 49  | −13  | 25 | 8.     |
| 1973/74                      | I. B třída Jihomoravského kraje – sk. B | 7      | 26 | 9   | 6   | 11  | 40  | 47  | −7   | 24 | 9.     |
| 1974/75                      | I. B třída Jihomoravského kraje – sk. B | 7      | 26 | 7   | 3   | 16  | 36  | 53  | −17  | 17 | 13.    |
| 1975/76                      | Okresní přebor Břeclavska               | 8      | 26 | 11  | 6   | 9   | 45  | 32  | +13  | 28 | 4.     |
| 1976/77                      | Okresní přebor Břeclavska               | 8      | 26 | 11  | 6   | 9   | 45  | 32  | +13  | 28 | 2.     |
| 1977/78                      | Okresní přebor Břeclavska               | 7      | 26 | 21  | 4   | 1   | 78  | 19  | +59  | 46 | 1.     |
| 1978/79                      | I. B třída Jihomoravského kraje – sk. B | 6      | 26 | 11  | 4   | 11  | 59  | 50  | +9   | 26 | 8.     |
| 1979/80                      | Okresní přebor Břeclavska               | 7      | 30 | 15  | 8   | 7   | 55  | 37  | +18  | 38 | 3.     |
| 1980/81                      | Okresní přebor Břeclavska               | 7      | 30 | 8   | 9   | 13  | 42  | 53  | −11  | 25 | 13.    |
| 1981/82                      | Okresní přebor Břeclavska               | 8      | 30 | 10  | 9   | 11  | 50  | 46  | +4   | 29 | 11.    |
| 1982/83                      | Okresní přebor Břeclavska               | 8      | 30 | 9   | 9   | 12  | 56  | 59  | −3   | 27 | 11.    |
| 1983/84                      | Okresní přebor Břeclavska               | 7      | 26 | 7   | 5   | 14  | 41  | 51  | −10  | 19 | 14.    |
| 1984/85                      | Okresní soutěž Břeclavska – sk. A       | 8      | 26 | 16  | 5   | 5   | 69  | 48  | +21  | 37 | 2.     |
| 1985/86                      | Okresní soutěž Břeclavska – sk. A       | 8      | 26 | 16  | 6   | 4   | 52  | 21  | +31  | 38 | 1.     |
| 1986/87                      | Okresní přebor Břeclavska               | 8      | 26 | 9   | 8   | 9   | 42  | 36  | +6   | 26 | 8.     |
| 1987/88                      | Okresní přebor Břeclavska               | 8      | 26 | 10  | 8   | 8   | 50  | 44  | +6   | 28 | 5.     |
| 1988/89                      | Okresní přebor Břeclavska               | 8      | 26 | 15  | 6   | 5   | 72  | 43  | +29  | 36 | 2.     |
| 1989/90                      | Okresní přebor Břeclavska               | 8      | 26 | 18  | 1   | 7   | 67  | 25  | +42  | 37 | 1.     |
| 1990/91                      | I. B třída Jihomoravského kraje – sk. B | 7      | 26 | 7   | 3   | 16  | 35  | 56  | −21  | 17 | 13.    |
| 1991/92                      | I. B třída Jihomoravské župy – sk. B    | 7      | 26 | 11  | 5   | 10  | 43  | 38  | +5   | 27 | 8.     |
| 1992/93                      | I. B třída Jihomoravské župy – sk. B    | 7      | 26 | 8   | 6   | 12  | 42  | 37  | +5   | 22 | 11.    |
| Česko (1993 –)               |                                         |        |    |     |     |     |     |     |      |    |        |
| Sezóny                       | Liga                                    | Úroveň | Z  | V   | R   | P   | VG  | OG  | +/−  | B  | Pozice |
| 1993/94                      | I. B třída Jihomoravské župy – sk. B    | 7      | 26 | 16  | 3   | 7   | 55  | 34  | +19  | 35 | 2.     |
| 1994/95                      | I. B třída Jihomoravské župy – sk. B    | 7      | 26 | 11  | 6   | 9   | 46  | 45  | +1   | 39 | 5.     |
| 1995/96                      | I. B třída Jihomoravské župy – sk. C    | 7      | 26 | 9   | 6   | 11  | 38  | 58  | −20  | 33 | 9.     |
| 1996/97                      | I. B třída Jihomoravské župy – sk. C    | 7      | 26 | 4   | 8   | 14  | 30  | 53  | −23  | 20 | 14.    |
| 1997/98                      | Okresní přebor Břeclavska               | 8      | 26 | 11  | 4   | 11  | 41  | 48  | −7   | 37 | 7.     |
| 1998/99                      | Okresní přebor Břeclavska               | 8      | 26 | 10  | 0   | 16  | 32  | 51  | −19  | 30 | 10.    |
| 1999/00                      | Okresní přebor Břeclavska               | 8      | 26 | 8   | 5   | 13  | 32  | 49  | −17  | 29 | 11.    |
| 2000/01                      | Okresní přebor Břeclavska               | 8      | 26 | 8   | 8   | 10  | 42  | 53  | −11  | 32 | 9.     |
| 2001/02                      | Okresní přebor Břeclavska               | 8      | 26 | 11  | 4   | 11  | 43  | 39  | +4   | 37 | 5.     |
| 2002/03                      | Okresní přebor Břeclavska               | 8      | 26 | 17  | 5   | 4   | 62  | 24  | +38  | 56 | 2.     |
| 2003/04                      | Okresní přebor Břeclavska               | 8      | 26 | 14  | 3   | 9   | 55  | 39  | +16  | 45 | 4.     |
| 2004/05                      | Okresní přebor Břeclavska               | 8      | 26 | 13  | 6   | 7   | 61  | 37  | +24  | 45 | 4.     |
| 2005/06                      | Okresní přebor Břeclavska               | 8      | 26 | 16  | 3   | 7   | 57  | 38  | +19  | 51 | 2.     |
| 2006/07                      | Okresní přebor Břeclavska               | 8      | 26 | 14  | 5   | 7   | 69  | 52  | +17  | 47 | 4.     |
| 2007/08                      | Okresní přebor Břeclavska               | 8      | 26 | 10  | 5   | 11  | 50  | 38  | +12  | 35 | 8.     |
| 2008/09                      | Okresní přebor Břeclavska               | 8      | 26 | 19  | 3   | 4   | 55  | 16  | +39  | 60 | 1.     |
| 2009/10                      | I. B třída Jihomoravského kraje – sk. C | 7      | 26 | 9   | 4   | 13  | 36  | 38  | −2   | 31 | 10.    |
| 2010/11                      | I. B třída Jihomoravského kraje – sk. C | 7      | 26 | 14  | 5   | 7   | 50  | 33  | +17  | 47 | 2.     |
| 2011/12                      | I. A třída Jihomoravského kraje – sk. B | 6      | 26 | 8   | 5   | 13  | 43  | 50  | −7   | 29 | 11.    |
| 2012/13                      | I. A třída Jihomoravského kraje – sk. B | 6      | 26 | 13  | 5   | 8   | 51  | 38  | +13  | 44 | 4.     |
| 2013/14                      | I. A třída Jihomoravského kraje – sk. B | 6      | 26 | 10  | 8   | 8   | 45  | 37  | +8   | 38 | 8.     |
| 2014/15                      | I. A třída Jihomoravského kraje – sk. B | 6      | 26 | 6   | 10  | 10  | 34  | 43  | −9   | 28 | 12.    |
| 2015/16                      | I. A třída Jihomoravského kraje – sk. B | 6      | 26 | 5   | 9   | 12  | 40  | 56  | −16  | 24 | 13.    |
| 2016/17                      | I. A třída Jihomoravského kraje – sk. B | 6      | 26 | 9   | 3   | 14  | 46  | 59  | −13  | 30 | 11.    |
| 2017/18                      | I. A třída Jihomoravského kraje – sk. B | 6      | 26 | 13  | 3   | 10  | 66  | 57  | +9   | 42 | 7.     |
| 2018/19                      | I. A třída Jihomoravského kraje – sk. B | 6      | 26 | 14  | 6   | 6   | 59  | 46  | +13  | 48 | 4.     |
| 2019/20                      | I. A třída Jihomoravského kraje – sk. B | 6      |    |     |     |     |     |     |      |    |        |

Poznámky:
- 1955: Poslední dva zápasy nebyly sehrány (doma se Sokolem Lanžhot „B“ a venku se Slavojem Břeclav „B“).[4]
- 2010/11: Postoupilo taktéž vítězné mužstvo TJ Moravan Lednice.[20]

## SK Rakvice 1932 „B“
SK Rakvice 1932 „B“ je rezervním týmem Rakvic, který se pohybuje v okresních soutěžích. Od sezony 2017/18 nastupuje v nejnižší soutěži na Břeclavsku.

### Umístění v jednotlivých sezonách
Stručný přehled
Zdroj: 
- 2017–2018: Základní třída Břeclavska – sk. A
- 2018– : Základní třída Břeclavska – sk. B

Jednotlivé ročníky
Zdroj: 
Legenda: Z – zápasy, V – výhry, R – remízy, P – porážky, VG – vstřelené góly, OG – obdržené góly, +/− – rozdíl skóre, B – body, červené podbarvení – sestup, zelené podbarvení – postup, fialové podbarvení – reorganizace, změna skupiny či soutěže
| Česko (2017 – ) |                                   |        |    |    |   |    |    |    |     |    |        |
| Sezóny          | Liga                              | Úroveň | Z  | V  | R | P  | VG | OG | +/− | B  | Pozice |
| 2017/18         | Základní třída Břeclavska – sk. A | 10     | 16 | 4  | 2 | 10 | 26 | 55 | −39 | 14 | 8.     |
| 2018/19         | Základní třída Břeclavska – sk. B | 10     | 22 | 11 | 2 | 9  | 62 | 55 | +7  | 35 | 4.     |
| 2019/20         | Základní třída Břeclavska – sk. B | 10     |    |    |   |    |    |    |     |    |        |